# Medenine
Medenine (árabe: مدنين) es la mayor ciudad del sudeste de Túnez y capital de la gobernación del mismo nombre. Las coordenadas de su localización son 33°21′17″N 10°30′19″E / 33.35472, 10.50528. Tiene 26 602 habitantes.
En su época precolonial, Medeninde era ya el centro de comercio más importante en el sur del país, atrayendo a comerciantes de todo el norte de África e incluso de Bornu, al sur del desierto del Sahara.

## Curiosidades y hechos históricos

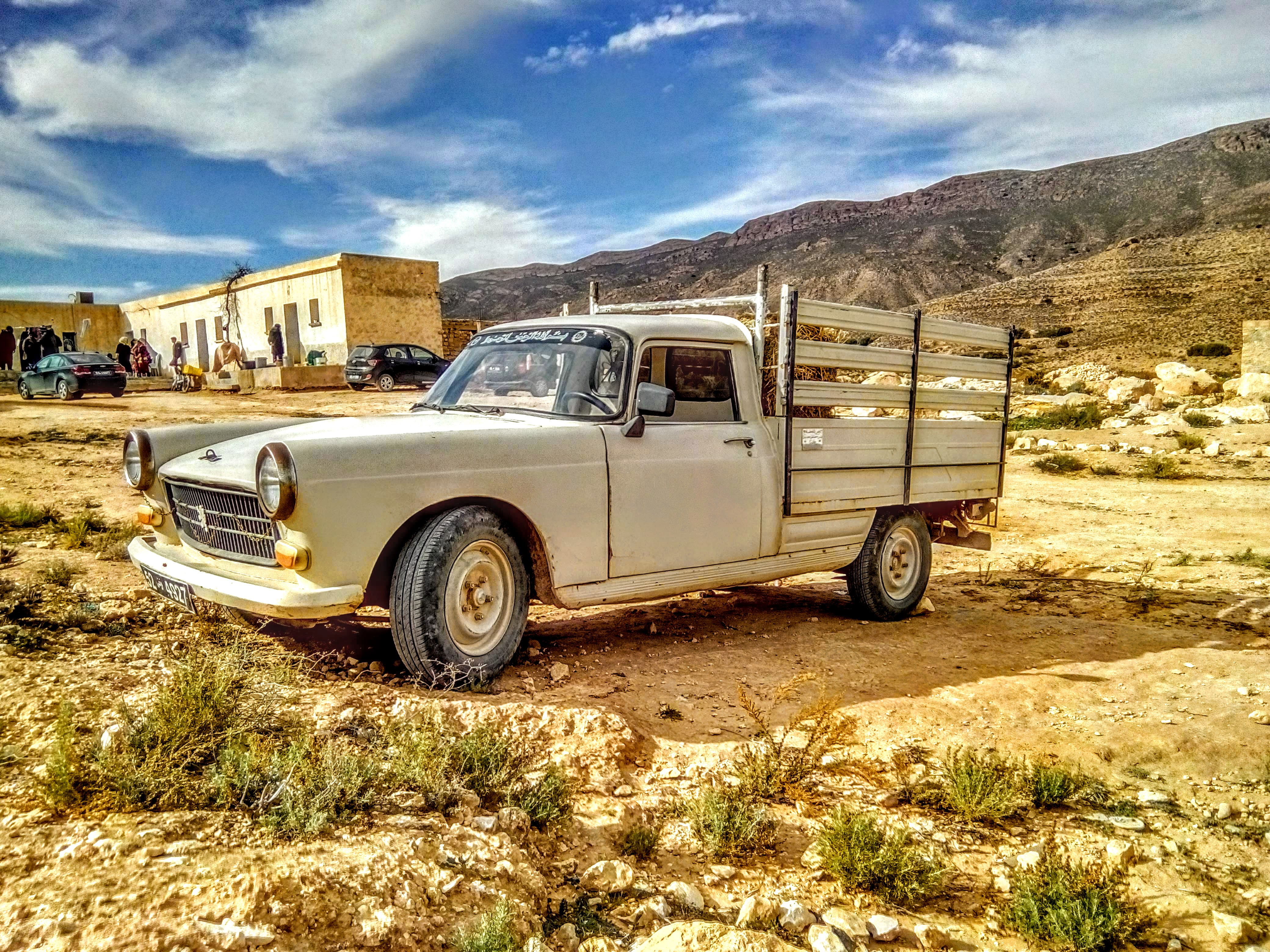
Peugeot 404 in Medenine landscape

Algunas partes de las películas Star Wars: Episodio IV - Una nueva esperanza y Star Wars: Episodio I - La amenaza fantasma fueron rodadas aquí, más concretamente, aquellas escenas localizadas en el planeta Tatooine. 
La ciudad también aparece en el segundo episodio de la cuarta temporada de la serie de televisión estadounidense Lost, titulado «Confirmed Dead», aunque en realidad la escena no fue grabada allí, sino en la isla de Oahu (Hawái).
Cerca de la ciudad, comenzaba la línea Mareth, una serie de fortificaciones creada por Francia y usada por Alemania para protegerse del ataque inglés durante la II Guerra Mundial.
- Datos: Q846653
- Multimedia: Medenine / Q846653